# Darlien Bajaziti
Darlien Bajaziti (* 7. April 1994) ist ein albanischer ehemaliger Fußballspieler. Der Stürmer debütierte für KS Besa Kavaja 2011 in der Kategoria Superiore, der höchsten Fußballliga des Landes.

## Karriere
Seine aktive Karriere als Fußballspieler begann im Nachwuchsbereich von KS Besa Kavaja, bei dem er bereits seit mehreren Jahren in den verschiedenen Jugendteams im Einsatz ist. Obgleich er noch immer vorwiegend im vereinseigenen Nachwuchs zum Einsatz kommt, wurde er im Jahre 2011 erstmals in den Profikader seines Stammvereins geholt. Sein Debüt in der Kategoria Superiore gab er dabei am 10. April 2011 bei einem 1:0-Auswärtssieg über den KF Elbasani, als er über die gesamte Spieldauer im Angriff seines Klubs agierte. Des Weiteren ist der Sohn des ehemaligen Fußballprofis und albanischen Torschützenkönigs Dashnor Bajaziti seit 2010 aktives Mitglied der U-17-Auswahl seines Heimatlandes, für das er unter anderem in deren Kader für die Qualifikationsspiele zur U-17-Fußball-Europameisterschaft 2011 geholt wurde. In der Saison 2011/12 war er an Dinamo Tirana verliehen. Er blieb bis 2017 bei Besa Kavaja und trat seither nicht mehr in Ersxcheinung.
Im Spätsommer 2010 war Bajaziti Opfer einer Schießerei in einem Lokal in Kavaja. Dabei wurde sein Vater, der heute als Lokalpolitiker und Kulturbeauftragter tätig ist, von dessen Cousin Armando Dervishi, Mitglied der in Albanien bekannten Mafiafamilie Dervishi, mit einer Waffe attackiert. Dabei verletzte Dervishi, der zuvor in der Hauptstadt Tirana eine Person getötet hatte, Darlien Bajaziti und seinen rund drei Jahre jüngere Schwester und zerschoss die Bar, in der sich die Familie aufhielt. Darlien Bajazitis Vater Dashnor, der albanische Vizeminister für Kultur, wurde dabei nicht verletzt.